# 约翰·帕斯勒
约翰·帕斯勒（德語：Johann Passler，1961年8月18日—），意大利男子冬季两项运动员。他曾代表意大利参加1984年、1988年、1992年和1994年冬季奥林匹克运动会冬季两项比赛，共获得二枚铜牌。